# Personaggi de Il fantasma dell'Opera
Quello che segue è un elenco dei personaggi del romanzo Il Fantasma dell'Opera di Gaston Leroux, con alcuni riferimenti alle opere cinematografiche o teatrali ad esso ispirate ed ai loro interpreti.

## Erik, il Fantasma dell'Opera
Geniale musicista dal volto orrendamente sfigurato che vive nei sotterranei dell'Opéra Garnier di Parigi. Erik è il protagonista del romanzo. Dopo un'infanzia traumatica segnata dal terrore ed il disprezzo dei suoi simili in Turchia, comincia a lavorare in un circo, per poi spostarsi in varie località europee. 
Giunto a Parigi diventa uno degli architetti dell'Opéra Garnier e costruisce un nascondiglio per sé nel centro del lago sotterraneo del teatro. Oltre ad essere un grande cantante, è musicista, compositore, prestigiatore, alchimista, inventore, abile trasformista, ventriloquo e ottimo insegnante.
Si innamora della giovane e bella soprano Christine Daaé, ma quando scopre che la ragazza è innamorata del visconte de Chagny il suo amore diventa ossessione e follia, transformandosi in un odio rabbioso pronto a punire la ragazza ed il suo nobile amante. 
Erik è presentato in questo modo in quasi tutti gli adattamenti del romanzo, sia teatrali che cinematografici, eccetto nel film di Dario Argento, in cui il Fantasma è un bell'uomo cresciuto dai topi nei sotterranei del teatro e pronto ad uccidere coloro che vogliono eliminare i suoi amati roditori.

## Christine Daaé
Giovane soprano di origini svedese cresciuta a Parigi studiando come ballerina di fila all'Opéra Garnier. Dopo la morte del padre, il celebre violinista Gustave Daaé, la piccola Christine viene affidata alle amorevoli cure della signora Valerio, moglie del suo benefattore. Grazie alle lezioni di canto di un misterioso insegnante che le chiama “l'Angelo della Musica” (il fantasma). Nel Musical di Andrew Lloyd Webber viene interpretato da un soprano con buona dimestichezza con il canto lirico, diventando quindi uno dei ruoli più complessi nel panorama del mondo del musical. La prima interprete nel musical di Webber è stata Sarah Brightman.

## Raoul, visconte de Chagny
Nel Musical di Andrew Lloyd Webber il personaggio viene interpretato solitamente da un tenore o da un baritono, e canta, duettando con Christine, una delle canzoni più celebri del musical: “All I Ask Of You”. Il primo interprete nel musical di Webber è stato Steve Barton.

## Il Persiano
Il Persiano, noto anche come “Il Daroga”, è una strana figura che si aggira per l'Opéra Garnier, la cui vita si è spesso intrecciata con quella del Fantasma. È assente in tutte le versioni cinematografiche e teatrali.

## Moncharmin André e Richard Firmin
I due nuovi impresari dell'Opéra Garnier. Insieme sono la “coppia comica” del romanzo, essendo cinici, maldestri e sospettosi. Nel Musical di Andrew Lloyd Webber i personaggi vengono interpretato solitamente da due uomini con voce da baritono ed acquistano importanza rispetto al romanzo. 
Nel musical André viene chiamato Gilles invece che Moncharmin.

## Philippe, conte de Chagny
Fratello maggiore di Raoul che spinge sempre il fratello ad andare ad importanti eventi, feste mondane o salotti importanti. Viene ucciso dal Fantasma nella fine del romanzo. Philippe appare soltanto in alcune versioni cinematografiche, ed in nessuna versione teatrale.

## Carlotta Giudicelli
Carlotta Giudicelli (nel libro solo Carlotta) è la primadonna dell'Opéra Garnier. Per far sì che l'amata Christine canti al suo posto, il Fantasma l'avvelena con una pozione che la fa “gracidare sul palco”. Nel Musical di Andrew Lloyd Webber il personaggio viene interpretato da un soprano di coloratura ed acquista molta importanza rispetto al romanzo. Nel musical ha una relazione con il tenore Ubaldo Piangi.

## Madame Giry
Maschera del palco 5 all'Opéra Garnier. È ingenua e convinta dal fantasma che la figlia Meg diverrà imperatrice. Nel Musical di Andrew Lloyd Webber il personaggio (interpretato solitamente da un mezzosoprano) acquisisce spessore e importanza rispetto al romanzo: è proprio lei a salvare il Fantasma dal circo in cui veniva esposto come fenomeno da baraccone, e a portarlo nei sotterranei dei teatri dell'Opera, dove lavora come maestra del corpo di ballo. Nel musical Love Never Dies, sequel del “Phantom” assume un ruolo negativo di aiutante dell'antagonista.

## Meg Giry
L'unica figlia di Madame Giry, una ballerina di fila amica di Christine. Non diverrò imperatrice (come aveva promesso il Fantasma), bensì baronessa, con il nome di Masame la Baronne de Castelot-Barbezac.
Nel Musical di Andrew Lloyd Webber il personaggio viene interpretato solitamente da un mezzosoprano ed acquista molta importanza rispetto al romanzo. È antagonista principale in Love Never Dies.

## Ubaldo Piangi
Personaggio presente solo nel Musical di Andrew Lloyd Webber come primo tenore ed amante di Carlotta Giudicelli. Viene ucciso dal fantasma durante la rappresentazione del Don Juan Triumphant, ed il suo assassinio scatena la folla inferocita all'inseguimento di Erik.

## Joseph Buquet
Capo-macchinista all'Opéra Garnier. Nel Musical di Andrew Lloyd Webber il personaggio viene interpretato da un basso.

## Monsieur Reyer
Personaggio presente solo nel Musical di Andrew Lloyd Webber come isterico direttore d'orchestra. È un ruolo  comico e non cantato.

## La Sorelli
Superstiziosa prima ballerina dell'Opéra Garnier. Il personaggio è assente nel Musical di Andrew Lloyd Webber.

## Rémy
Segretario dei nuovi impresari. Assente in tutte le versioni cinematografiche e teatrali.

## Mercier
Regista teatrale e scenografo all'Opéra Garnier. Assente in tutte le versioni cinematografiche e teatrali.

## Gabriel
Superstizioso maestro del coro, caduto dalle scale dopo un incontro con il Fantasma, Gabriel è un ventiquattrenne timido ma molto intelligente.